# Henry Vaughan
Pour les articles homonymes, voir Vaughan.
Henry Vaughan (né en 1622 et décédé en 1695, dans le Brecknockshire) est un poète métaphysique gallois.
Il est le frère jumeau du philosophe hermétique et alchimiste Thomas Vaughan.

## Biographie

### Début de sa vie
Henry et son jumeau Thomas naissent au lieu-dit « Trenewydd » à Newton (en) de Thomas Vaughan et Denise Morgan. Ils sont formés par le recteur de Llangattock, le révérend Matthew Herbert. Ils entrent en 1638 au Jesus College d’Oxford. En 1640, sa famille envoie Henry à Londres pour deux ans apprendre le droit, et il abandonne l’idée de rentrer dans les ordres.
La Première Révolution anglaise l’oblige à arrêter ses études de droit. Il retourne au Pays de Galles, et travaille comme secrétaire du Sir Marmaduke Lloyd, Chief Justice dans la Haute Cour de justice du Pays de Galles (Court of Great Sessions in Wales). En 1646, il épouse Catherine Wise, qui lui donne trois filles — Lucy, Frances, et Catherine — et un fils, Thomas.[réf. nécessaire]

### Travaux séculiers
En 1647, Henry Vaughan emménage avec sa femme et ses enfants dans le village de Llansantffraed (en), à proximité de Brecon, où il passe la plus grande partie de sa vie. C’est dans ce contexte que Vaughan écrit Olor Iscanus. Le recueil n’est cependant publié qu’en 1651, trois ans plus tard ; on suppose qu’il y a eu une grande crise dans la vie de Vaughan durant ces trois ans et renforcée par la mort d’un proche. Vaughan dit dans la publication avoir « longtemps condamné ces poèmes à l’obscurité ».
Olor Iscanus est empli de métaphores, doubles sens et comparaisons, qui demandent de l’attention, et cela malgré une première lecture sombre voire morbide. La guerre civile, s’il elle ne s’est pas livrée dans le Brecknockshire, a été cependant très ressentie par la communauté. Le Parlement puritain se débarrasse de nombre de ces ennemis — anglicans et royalistes. Cela a été évidemment une source de soucis pour Vaughan, qui perd sa maison à cette période.

### Conversion
La période qui précède la publication de Silex Scintillans est importante dans la vie d’Henry Vaughan. Certains indices dans le premier volume, et certaines déclarations dans la préface du deuxième, montrent que Vaughan a souffert d’une longue et douloureuse maladie. Il décrit cette expérience comme une rencontre avec la mort, et un appel à réveiller sa jeunesse perdu ; il se sent prêt à un nouveau départ, dans la vie mais aussi dans ses écrits. C’est à cette période, vers 1650, que Vaughan adopte la maxime moriendo, revixi, soit « En mourant, je revis. ».
Il décrit ses travaux précédents comme des erreurs, des contributions à une « littérature corrompue ». Il se déclare comme l’un des derniers convertis à George Herbert (1593 † 1633). Ce dernier lui sert de modèle, tant par sa vie spirituelle et dans sa carrière littéraire. Les critiques s’accordent à dire que d’un point de vue littéraire, Vaughan a été supérieur à Herbert ; la pertinence et la profondeur des vers de ce dernier seraient cependant supérieures.

### Suite de sa vie
Il se lance ensuite dans la médecine. À la mort de sa première femme, il épouse la sœur de celle-ci, Elizabeth, autour de 1655. Il aura d’elle trois filles et un fils. Décédé le 23 avril 1695 — à 74 ans —, Henry Vaughan est enterré dans le cimetière de l’église Saint-Bridget, à Llansantffraed.
Peu reconnu de son vivant, il a cependant influencé des poètes tels que William Wordsworth, Alfred Tennyson ou Siegfried Sassoon ; l’écrivain américain de science-fiction Philip K. Dick a également cité Vaughan dans ses influences.[réf. souhaitée]

## Style
Vaughan a puisé son inspiration littéraire dans son environnement natal, reflétant son amour du Pays de Galles, où il passe une grande partie de sa vie. Il a choisi le pseudonyme de « Silurist », en hommage au peuple celte brittonique des Silures.

### Poésies séculières
Dans Olor Iscanus, Vaughan essaye de retranscrire une partie spécifique de sa vie. Il traite particulièrement de la guerre civile, révélant une pensée un peu paradoxale, sans en tout cas de donner de conclusion claire. Bien qu’on suppose que Vaughan était royaliste, ces poèmes expriment le mépris de tous les pouvoirs de l’époque, et sont souvent assez négatifs ; Vaughan semble déplorer les effets de la guerre sur la monarchie et de la société. Son court poème The Timber, parlant d’un arbre mort, se termine sur les vers :

« thy strange resentment after death
Means only those who broke - in life - thy peace. »

L’allitération, figure notable dans la poésie galloise, est plus présente chez Vaughan que chez la plupart de ses contemporains de langue anglaise, comme on peut le constater par exemple en ouverture de The Water-fall.

### Poésies mystiques
Vaughan a été critiqué pour son style trop proche de celui d’Herbert, utilisant les mêmes truchements littéraires que son maître, tels que des introductions abruptes. L’influence de Herbert sur Vaughan est clairement visible. Cependant, Alexander Grosart (en) récuse qu’Henry Vaughan n’ait été qu’un imitateur d’Herbert. Certains écrits révèlent en effet clairement la personnalité de l’auteur. Il s’approprie complètement ses travaux.
George Herbert, dans The Temple, qui est souvent la base de comparaison entre les deux poètes, donne des conseils de lecture de son œuvre. Cette attitude contraste avec celle de Vaunghan, qui considère que l’expérience de la lecture est la meilleure manière de comprendre le sens ; il ne donne pas de conseils pour lire ses œuvres.
Sa poésie de cette période reflète son manque visible de sympathie avec le monde qui l’entoure. Sa répulsion de ses proches le pousse dans son amour de la nature et dans le mysticisme ; William Wordsworth, particulièrement, s’inspirera de cela. Vaughan voit un monde spirituel et un monde physique, et cherche la relation entre les deux. Bien que restant fidèle aux thèmes traditionnels et festifs de l’Église anglicane, il trouve cependant sa vraie voix dans des thèmes mystiques comme l’éternité, la communion avec les morts, la nature et l’enfance ; il se sert de la Bible, de la Nature et de ses expériences personnelles pour illustrer sa vision de l’éternité.

## Principales œuvres
- 1646 – Poems with the Tenth Satire of Juvenal Englished
- 1650 – Silex Scintillans
- 1651 – Olor Iscanus (écrit en 1647)
- 1652 – Mount of Olives (« Mont des Oliviers »)
- 1654 – Flores Solitudinis
- 1655 – Silex Scintillans II
- 1678 – Thalia Rediviva

## Informations externes